# K. u. k.

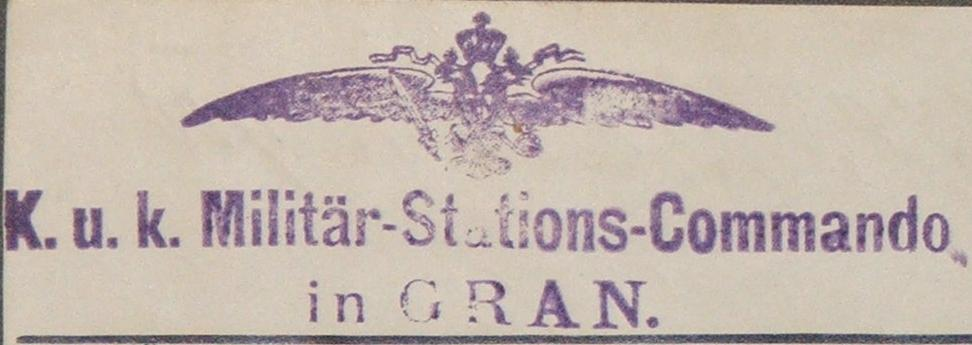
Az esztergomi (németül Gran) császári és királyi katonai helyőrség-parancsnokság pecsétje 1900-ból

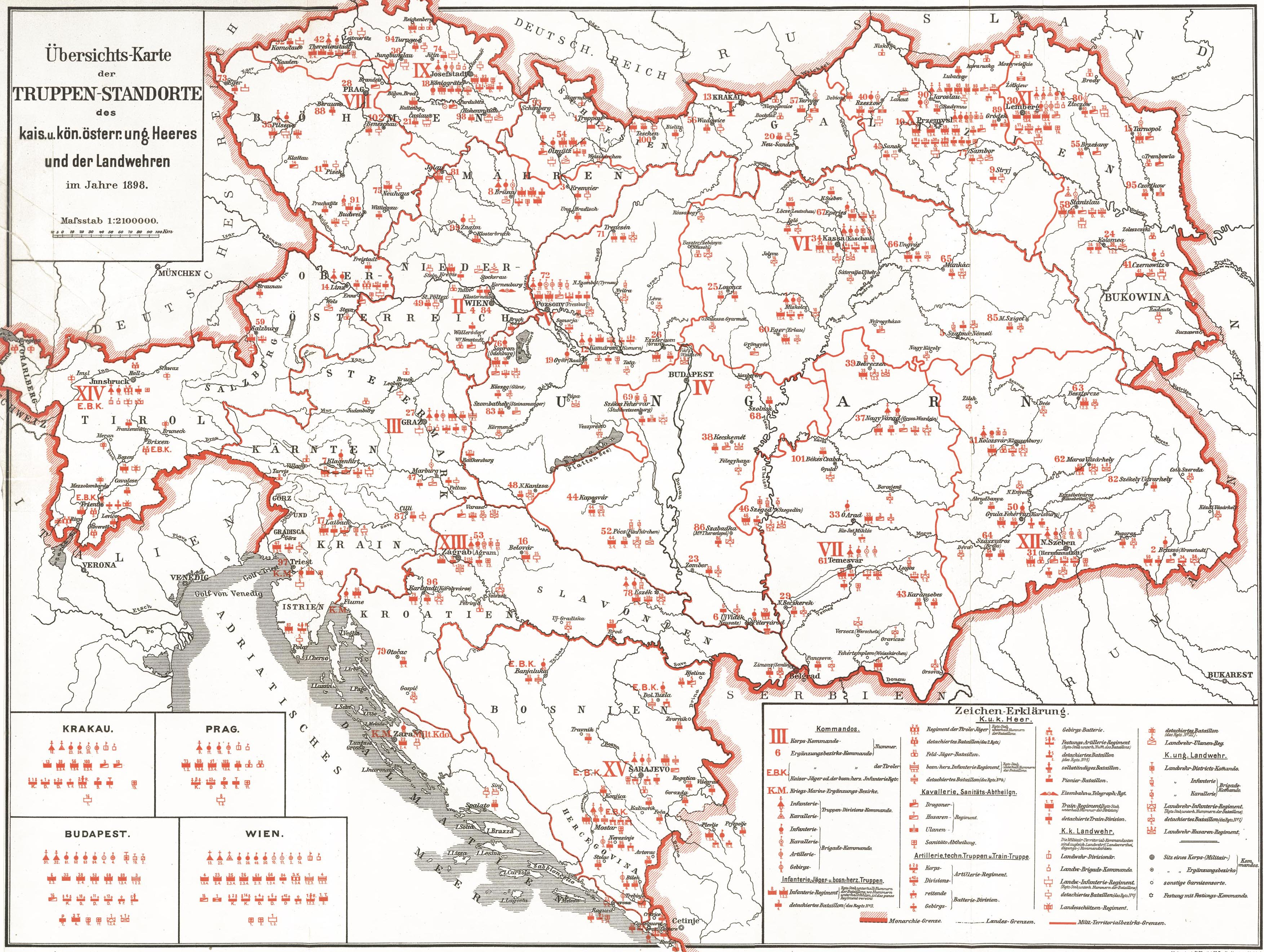
Császári és királyi katonai parancsnokságok elhelyezése 1898-ban

A német k. u. k. rövidítés (kaiserlich und königlich, magyarul cs. és kir., császári és királyi) az Osztrák–Magyar Monarchia közös intézményeinek megjelölésére szolgált, megkülönböztetésül Ausztria illetve Magyarország saját intézményeitől. Azt fejezte ki, hogy a közös uralkodó intézménye és személye volt a két birodalomrészt összekötő legfőbb kapocs.
Magyarország saját intézményeinek megjelölésére az m. k. gyakran m. kir. (magyar királyi) rövidítést (németül: k. u. – königlich ungarisch) használták, míg a kizárólag a monarchia másik felében, az Osztrák Császárságban működő intézmények számára a k. k. (kaiserlich-königlich  – császári-királyi) megjelölést használták, mivel az ausztriai császári címhez több királyi cím is tartozott (például a cseh).
A három rövidítés (k. u. k., k. k., k. u.) hasonlósága miatt alkalmas volt a Monarchia egységének és kettősségének érzékeltetésére egyaránt, ez magyarázza eredeti szűk jelentésükön túlmutató szimbólummá válásukat.

## A monarchia különböző nyelvein
| Németül                                                                     | Magyarul                          | Csehül                          | Lengyelül                      |
| --------------------------------------------------------------------------- | --------------------------------- | ------------------------------- | ------------------------------ |
| kaiserlich und königlich (k. u. k.)                                         | császári és királyi (cs. és kir.) | císařský a královský (c. a k.)  | cesarski i królewski (C. i K.) |
| kaiserlich/königlich (k. k.) (kaiserlich österreichisch/königlich böhmisch) | császári-királyi (cs. kir.)       | císařsko-královský (c. k.)      | cesarsko-królewski (C. K.)     |
| königlich ungarisch (k. u.)                                                 | magyar királyi (m. kir.)          | královský uherský (král. uher.) | królewski węgierski            |

## Jelentéstartalom 1867 előtt
A kiegyezés előtt, az 1804–1867 közötti Osztrák Császárság időszakában kizárólag a k. k. (kaiserlich-königlich – császári-királyi) rövidítés volt használatban az összbirodalmi intézményekre. Az első k. 1806-ig a választott német-római császári címet, 1806 után az Ausztriai-ház örökletes császári címét jelentette. A második k. a Habsburgok királyi címét jelezte Szent István és Szent Vencel koronájának országaiban (Magyarországon és Csehországban).

## Fordítás
- Ez a szócikk részben vagy egészben a Kaiserlich und königlich című német Wikipédia-szócikk ezen változatának fordításán alapul.  Az eredeti cikk szerkesztőit annak laptörténete sorolja fel. Ez a jelzés csupán a megfogalmazás eredetét és a szerzői jogokat jelzi, nem szolgál a cikkben szereplő információk forrásmegjelöléseként.